# Ofaiston
Ofaiston es un género de plantas fanerógamas con dos especies pertenecientes a la familia Amaranthaceae.

## Taxonomía
El género fue descrito por Constantine Samuel Rafinesque y publicado en Flora Telluriana 3: 46. 1836[1837]. La especie tipo es: Ofaiston pauciflorum

## Especies
| - Ofaiston monandrum - Ofaiston pauciflorum |